# شوماك

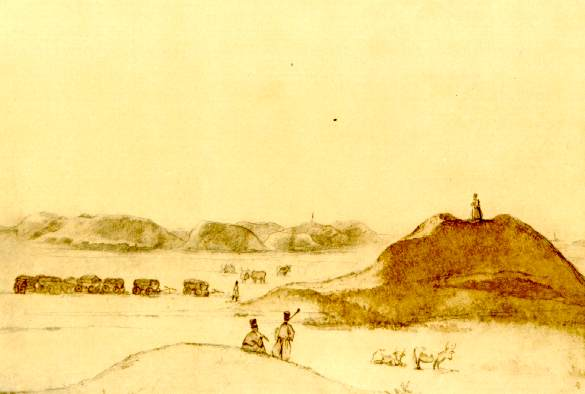
تاراس شيفتشينكو الشوماك بين تلال الدفن (، 1846

الشوماك ((بالأوكرانية: чумак) (بالإنجليزية: Chumak)، وصيغة الجمع chumaky) هم جماعة من التجار ينحدرون من المنطقة التي تُشكل أوكرانيا الحديثة.
يعود أصل هذا المصطلح إلى الكلمة شوم (chum) (التي يفترض أنها تركية المنشأ)، وهو وعاء خاص لتخزين الملح أو السمك. ويدعي البعض أن المصطلح مشتق من الكلمة الأوكرانية تشوم-شيكا-فاتي (chymchykuvaty)، بمعنى التنقل أو الترحال. وقد ظهر الشوماكي باعتبارهم مجموعة من التجار الذين يعملون في تجارة الملح من مناطق غاليسيا، والمناطق الساحلية لـ البحر الأسود وبحار آزوف، بالإضافة إلى بعض السلع الأخرى.
ولقد حققت مجموعات الشوماك ازدهارًا هائلاً حتى نهاية القرن التاسع عشر، عندما أصبحت طرق التجارة الطويلة غير مربحة بسبب منافسة السكك الحديدية لها. ولقد كانوا التجار الأكثر شهرةً في خلال عهد القوزاق الهتمان (Cossack Hetmanate) (القرن السابع عشر) نظرًا لعملهم في التجارة بين دولة موسكو والكومنولث البولندي الليتواني وخانية القرم ومولدوفا. ولقد أدت الحداثة إلى تهميش الأنشطة التجارية التقليدية، مما أبعد تجار الشوماك إلى مناطق في غرب أوكرانيا منخفضة الخدمات. هذا، وقد ترك أسلوبهم في الحياة أثرًا كبيرًا على الفولكلور واللغة والثقافة الأوكرانية عامةً. وفي اللغة الأوكرانية، يطلق على درب التبانة درب الشوماك.

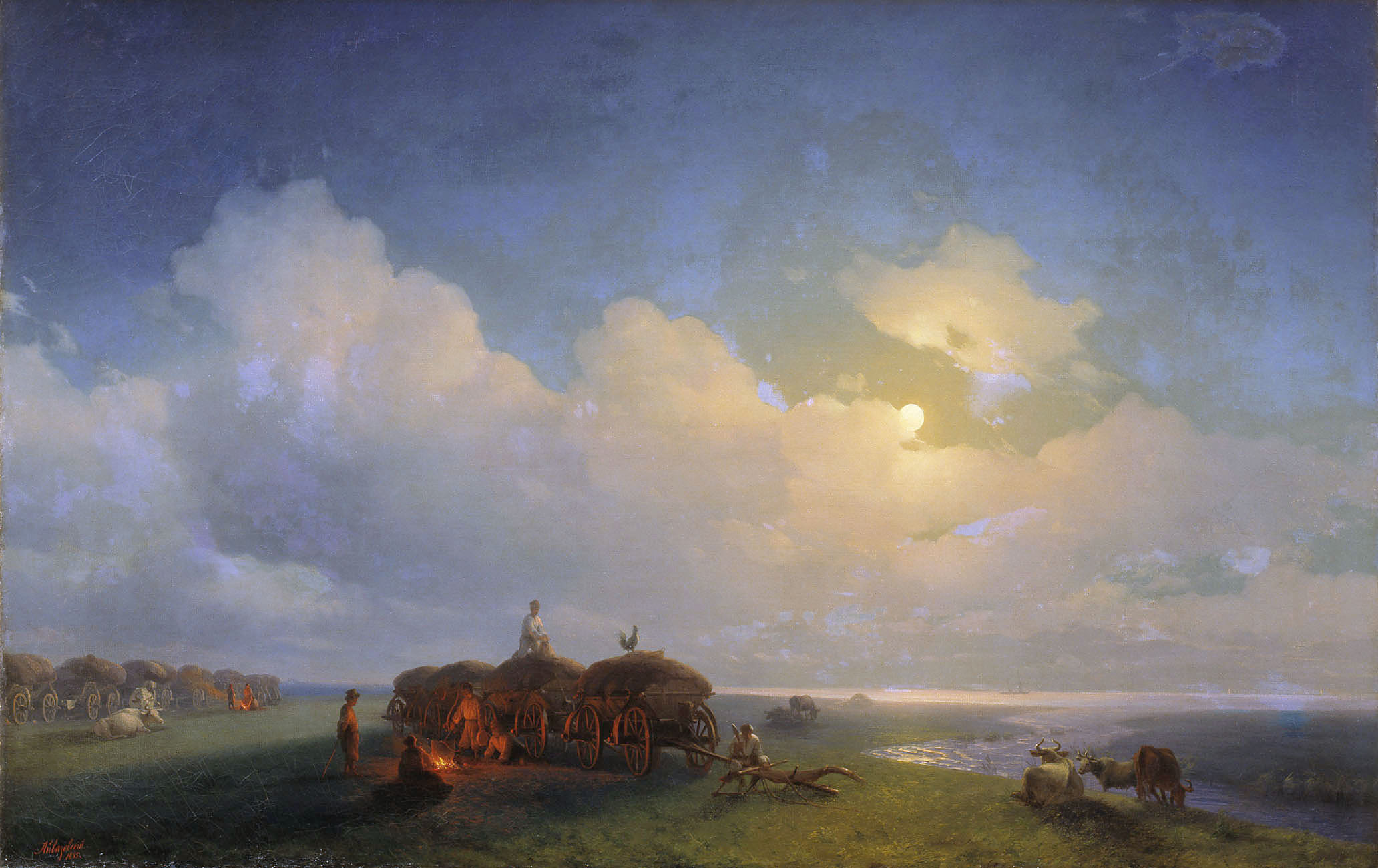
الشوماك أثناء الراحة، إيفان إيفاسوفسكي (Ivan Aivazovsky)

كذلك، يظهر تجار الشوماك بكثافة في الفولكلور والأساطير الأوكرانية. كما ذكرت تجارتهم في الأعمال الأدبية والفنية لـ تاراس شيفتشينكو، والقرم (شبه جزيرة)-الأرمني إيفان إيفاسوفسكي، وفي الفيلم الحركي موسكال، الساحر (1995)، وفي أغنية لـ تاراس بيترينينكو (Taras Petrynenko) أوكرانيا.